# 8724 Junkoehara
8724 Junkoehara eller 1996 SK8 är en asteroid i huvudbältet som upptäcktes den 17 september 1996 av den japanska astronomen Satoru Otomo i Kiyosato. Den är uppkallad efter den japanske amatörastronomen Junko Ehara.
Den tillhör asteroidgruppen Nysa.